# Палкин, Николай Григорьевич
Никола́й Григо́рьевич Па́лкин (9 мая 1913, Ильинское, Вятская губерния — 27 января 1990, Чернигов) — участник Великой Отечественной войны, полный кавалер ордена Славы, помощник командира взвода автоматчиков 242-го гвардии стрелкового полка (82-я гвардии стрелковая дивизия, 8-я гвардейская армия, 3-й Украинский фронт).

## Биография
Родился 26 апреля 1913 года в селе Ильинское (Нижне-Ильинское) Нолинского уезда, в семье крестьянина. Окончил 6 классов сельской школы, после чего трудился в родном селе. В 1931 году переехал на прииск «Покап», Нижнетуринского горсовета Свердловской области, где работал старателем по добыче золота и платины.
На службе в Красной Армии с 1935 по 1937 годы и с 1941 по 1945 годы. В боях Великой Отечественной войны с августа 1942 года. В 1943 году вступил в КПСС.
В ночь на 10 марта 1944 года, гвардии старшина Палкин, во главе группы автоматчиков, совершил скрытный маневр, внезапно атаковал противника на высоте в 5 км севернее села Владимировка (Казанковский район, Николаевской области), овладел траншеей, уничтожив свыше 15 солдат. Против трех автоматчиков-красноармейцев, оставшихся в строю, враг бросил 2 штурмовых орудия и свыше взвода пехоты. В неравном бою, Николай Григорьевич Палкин истребил свыше 10 солдат, вместе с бойцами удержал занимаемый рубеж до подхода подкрепления. Был ранен, но поля боя не покинул. За этот подвиг, 14 августа 1944 года, он был награждён орденом Славы 3 степени.
В наступательных боях периода 14 января — 22 февраля 1945 года, Палкин, будучи старшиной роты того же боевого состава (1-й Белорусский фронт), своевременно обеспечивал роту боеприпасами и продуктами питания. 23 февраля 1945 года, при штурме крепости Цитадель (ныне в черте города Познань, Польша) был тяжело ранен. 7 мая 1945 года был награждён орденом Славы 2 степени.
В апреле 1945 года, при прорыве обороны противника на подступах к немецкому городу Мюнхебергу, Николай Григорьевич поднял стрелковое отделение в атаку, увлекая за собой бойцов роты, одним из первых достиг вражеские траншеи, подавил пулемет, сразил 8 солдат неприятеля. Заменив выбывшего из строя командира взвода, ворвался в пригород, поразил вражеское орудие. Был ранен, но остался в строю. За проявленное в бою мужество и стойкость, 15 мая 1946 года, был награждён орденом Славы 1 степени.
После войны, в 1945 году, был демобилизован. Жил в Чернигове, где работал слесарем на фабрике.
Скончался 27 января 1990 года, в Чернигове.

## Память
- Имя Героя выбито на гранитной стеле на Аллее Славы в парке Победы города Кирова 2019.